# Dobra (Klein-Polen)
Dobra is een dorp in het Poolse woiwodschap Klein-Polen, in het district Limanowski. De plaats maakt deel uit van de gemeente Dobra en telt 3100 inwoners.